# Margo Scharten-Antink
Margo Sybranda Everdina Scharten-Antink (Zutphen, 7 september 1868 – Florence, 27 november 1957) was een Nederlands schrijfster.
Margo Antink debuteerde als jong meisje met een feuilleton in de Bergen-op-Zoomse Courant (1882). Omdat het gymnasium in haar woonplaats geen meisjes toeliet, ging ze naar de kweekschool en studeerde daarna Frans voor de mo A-akte. Ten slotte werd ze lerares in Zwolle. Na een verblijf in Frankrijk raakte Antink in de ban van de literatuur. In 1899 verscheen haar eerste boek Catharina, dat door de geduchte criticus Lodewijk van Deyssel geprezen werd. Haar novellebundel Van scheiding en dood (1901) kreeg onder anderen een gunstige kritiek van Carel van Nievelt. Met Sprotje, dat in 1906 verscheen, kreeg zij verdere bekendheid.
Antink huwde in 1902 met de bijna 10 jaar jongere schrijver Carel Scharten. Zij kregen één dochter, Theo, geboren in 1906 en schreven samen een aantal romans, zoals Een Huis vol Menschen (1908), De vreemde Heerschers (1911) en 't Geluk hangt als een Druiventros (1918). In 1908 kregen ze beiden de Tollensprijs. In 1928 wonnen ze met De nar uit de Maremmen de bronzen medaille in de categorie Literatuur van de Kunstwedstrijden op de Olympische Zomerspelen 1928.